# Buson Yosa
Buson Yosa (jap. 与謝 蕪村 Yosa Buson), pierwotne nazwisko Taniguchi (谷口; ur. 1716 w Kema (dzisiejsza Osaka), zm. 17 stycznia 1784 w Kioto) – japoński poeta haiku i malarz w stylu bunjinga.

## Życie

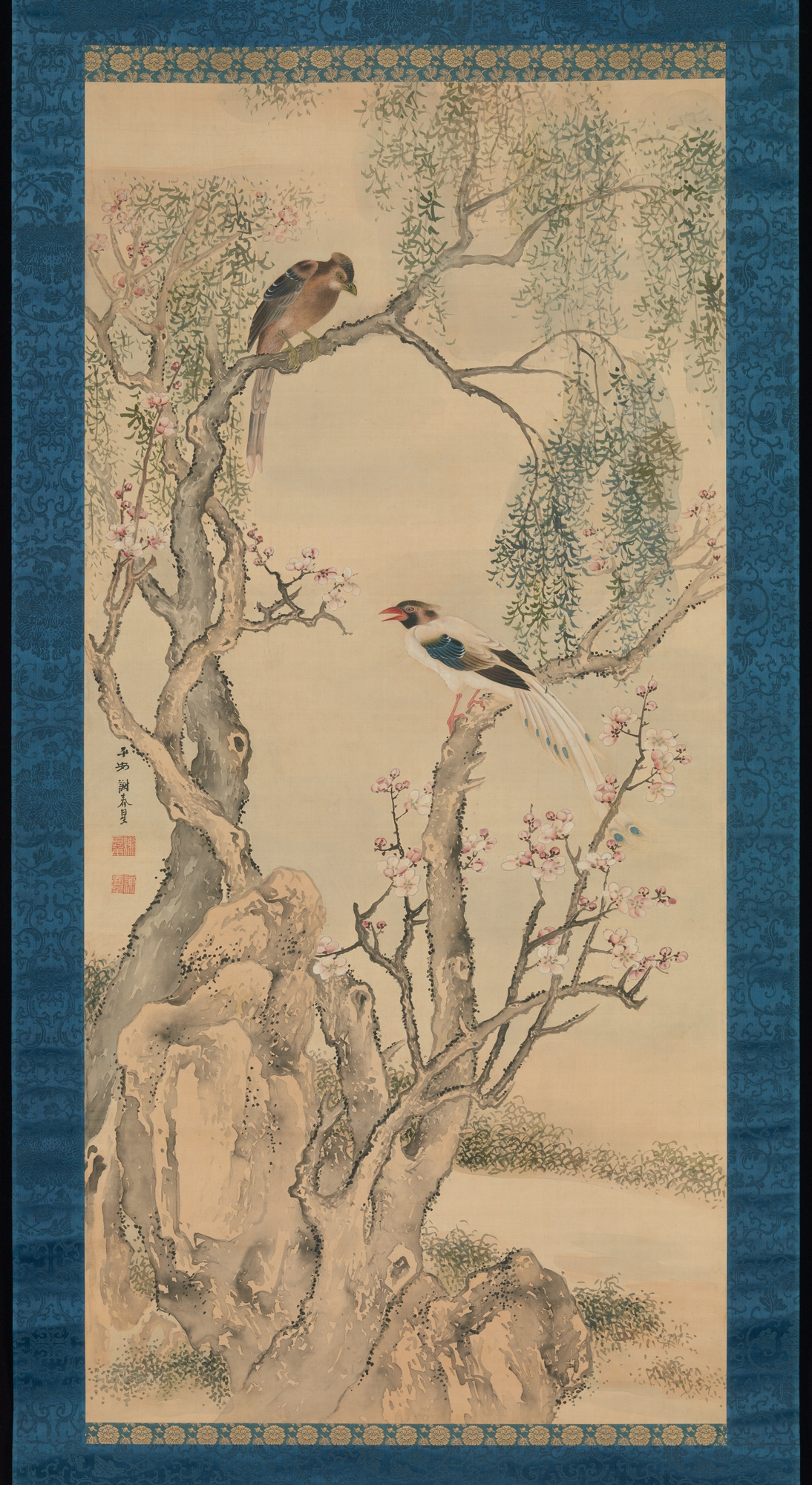
Ptaki pośród wierzb i kwitnącego drzewa brzoskwini. Metropolitan Museum of Art

Urodził się w wiosce Kema w prowincji Settsu (obecnie dzielnica Shima w Osace), prawdopodobnie w bogatej rodzinie chłopskiej. Wcześnie stracił rodziców i majątek, a gdy miał 20 lat porzucił rodzinną wieś i udał się do Edo. Przez pięć lat należał do poetyckiego kręgu Hayano Hajina (zm. 1742), gdzie uczył się pisać haikai w stylu danrin, zapoczątkowanym przez Nishiyamę Sōina (zm. 1682), „charakteryzującym się oryginalnymi pomysłami oraz swobodą w doborze słownictwa”. Po śmierci Hajina udał się na dziesięcioletnią wędrówkę śladami Bashō, który swoją podróż opisał w Oku–no hosomichi (Ścieżki północno–wschodniej Japonii, 1702). W Edo miał również uczyć się malarstwa, przy czym jego wczesne obrazy wykazują związek ze stylem szkół Tosa i Kanō. W 1744 przyjął poetycki pseudonim „Buson” (jako poeta miał ich kilka), którym sygnował też haiga – obrazy towarzyszące haiku.
W 1751 osiadł w Kioto i zajął się głównie malarstwem, by w 1754 przenieść się na jakiś czas do wioski Yosa, leżącej na północny–zachód od Kioto, od nazwy której wzięło się jego nowe nazwisko. Podczas pobytu w Yosa stworzył sporą liczbę malowideł na parawanach, świadczących o stopniowym zwróceniu się w kierunku stylu bunjinga. W 1757 powrócił do Kioto, gdzie brał aktywny udział w poetyckim kręgu Mochizuki Sōoki (zm. 1766). W dziedzinie malarstwa znalazł się wówczas pod wpływem chińskiego malarza kwiatów i ptaków Shen Quana (zm. 1760), przy czym chętnie absorbował różne style epoki Ming i Qing, jednocześnie studiując technikę malowania tuszem okresu Muromachi. Trudno mu było pozostać wiernym jednemu rodzajowi malarstwa i swój dojrzały styl osiągnął dopiero w późnych latach 60., na które datują się jego arcydzieła takie jak Dziesięć tysięcy budowli pokrytych nocnym śniegiem (zobacz ilustracja) oraz Sokół i kruki (zobacz ilustracja). W 1771 wspólnie z Ike no Taiga (zm. 1776) wykonał album Jūben jūgi (Zbiór dziesięciu wygód i dziesięciu uciech), który miał dowieść, kto z nich dwóch jest lepszym malarzem, zaś dzisiaj jest Skarbem Narodowym Japonii.
Po śmierci Sōoki Buson zaczął poświęcać więcej czasu poezji. Swój własny styl poetycki rozwinął w znacznym stopniu dzięki interakcji z bardzo odmiennymi od niego poetami, Tan Taigim (zm. 1771) i Kuroyanagi Shōhą (zm. 1772). Po ich śmierci stał się centralną postacią ruchu odrodzenia haikai, który działał pod ukutym przez niego hasłem „powrotu do Bashō”. Został wówczas powszechnie szanowanym następcą Hajina, zaś w 1775 jego grupa poetycka zbudowała klub, Bashōan (Chata Bashō), gdzie można było odbywać regularne sesje poetyckie haikai i strof łączonych (renku). W tym samym czasie Buson wykonał kilka ilustrowanych zwojów i ekranów, w tym zawierających tekst Oku–no hosomichi, które przyczyniły się do kanonizowania Bashō jako poetyckiego świętego. Rosła jego reputacja malarza i na ten ostatni okres jego życia datuje się wiele z jego najlepszych dzieł. Jakby świadomy tego, że Busonowi nie pozostało wiele czasu, poeta Katō Kyōtai (zm. 1792) w 1783 zorganizował wielki festiwal z okazji stulecia śmierci Bashō, chociaż w rzeczywistości minęło od niej zaledwie 90 lat. Buson zmarł 17 stycznia 1784.

## Twórczość literacka

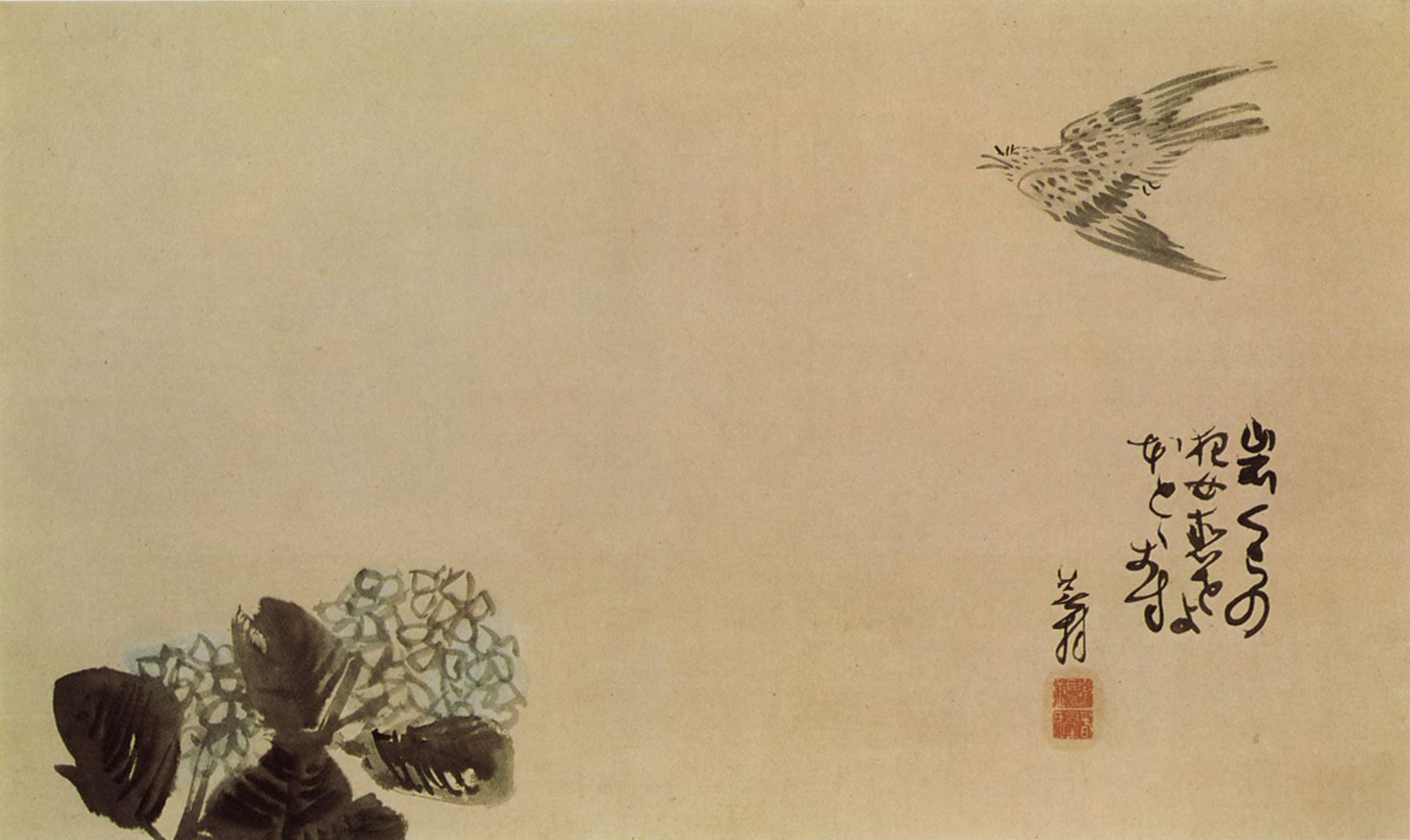
Kukułka nad hortensjami – szkic haiga. Kolekcja prywatna

Buson jest uważany za najwybitniejszego poetę XVIII stulecia i wraz z Bashō oraz Issą za jednego z trzech najważniejszych poetów haiku. Szczególnie ceni się jego „strofy rozpoczynające” (hokku) i „strofy łączone” (renku) oraz wiersze w stylu chińskim (pisał także w tym języku) i kilka wierszy wolnych, jak również prozę poetycką, szkice i listy literackie. Najważniejsze spośród zbiorów jego haikai to Tamamoshū (Zbiór wodorostów, 1774), Yahanraku (Przyjemności głębi nocy, 1777), Momo sumomo (Brzoskwinie i damaszki, 1780), Kachōhen (Księga kwiatów i ptaków, 1782). Poezję szkoły Busona zebrano w Buson schichibushū (Zbiór Busona w siedmiu częściach, 1808).
Pomimo naśladowania Bashō poezja Busona jest znacznie bardziej subiektywna w swoim poszukiwaniu romantycznego liryzmu, delikatnej wrażliwości i nastroju. Buson stworzył nowy styl, posługiwał się „bogatym językiem, jasnymi koncepcjami, dowcipem, świeżymi, sugestywnymi obrazami i dekoracyjnym pięknem”. Przedstawiał świat raczej obiektywny, wizualny, ale w porównaniu z subiektywizmem Bashō odległy. Jedna z ostatnich edycji dzieł Busona zawiera niemal trzy tysiące haiku, niemal trzy raz więcej niż Bashō.

## Malarstwo

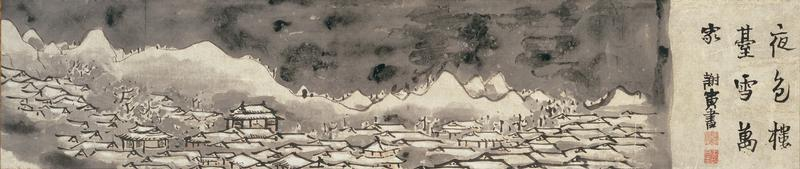
Dziesięć tysięcy budowli pokrytych nocnym śniegiem, koniec 1770. Kompozycja ukazuje nocny widok gór na wschód od Kioto, przy czym nocne niebo zostało namalowane szerokimi pociągnięciami pędzla zanurzonego w czarnym, mocno rozwodnionym tuszu, które następnie Buson spryskał bielą, imitującą padające płatki śniegu. Grube linie nakreślone tuszem oddają uproszczony zarys budynków, zaś białe płaszczyzny przywodzą na myśl warstwę śniegu. Chińska kaligrafia złożona jest ze znaków zaczerpniętych z dwóch wierszy przyjaciela Busona, Man'an Genshiego (zm. 1739), i stanowi tytuł obrazu. Skarb Narodowy Japonii, kolekcja prywatna

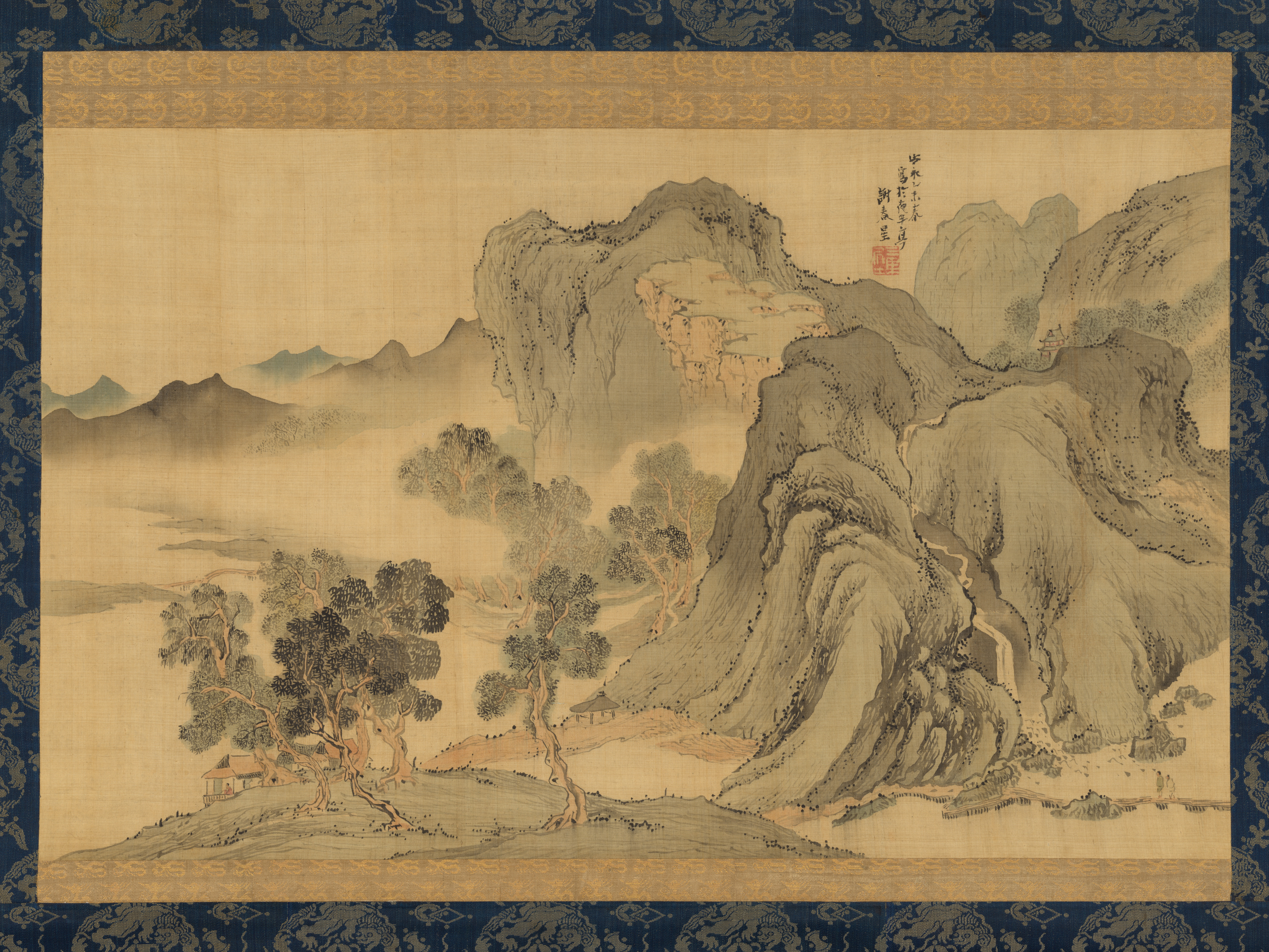
Krajobraz w jasnych barwach, 1775. Metropolitan Museum of Art

Przez całe jego życie wzorem dla Busona pozostawali chińscy uczeni–literaci (chin. wenren), których idealizował, w szczególności starając się naśladować kojarzone z nimi malarstwo (zobacz malarstwo chińskie). Tego rodzaju sztuka była w ówczesnej Japonii nazywana malarstwem literatów (bunjin–ga) albo nanga, ponieważ japońscy malarze szczególnie cenili chińską Południową Szkołę pejzażu (chin. nanzhoghua, jap. nanshū–ga). W rzeczywistości japońscy artyści posiadali jedynie powierzchowną znajomość technik stosowanych przez chińskich malarzy więc ich interpretacja tej twórczości była połączeniem różnych stylów epoki Ming i Qing. Tym samym jednak byli oni wolni od niewolniczego naśladowania chińskich pierwowzorów i to właśnie to twórcze nieporozumienie pozwoliło Busonowi i jego rywalowi, Ike no Taiga, na dokonanie swobodnej interpretacji dorobku Szkoły Południowej i stworzenie nowego i świeżego stylu japońskiego malarstwa.
Malarską karierę Busona można podzielić na dwa etapy: wczesny, trwający aż do lat 60., w którym był wierny tradycji chińskiej, i późny od lat 70. aż do śmierci, w którym, nadal tworząc w stylu nanga, „wzbogacał go o poetycką wrażliwość i subtelne poczucie humoru”. W rezultacie całkowicie przetworzył wzniosłą chińską estetykę w formy dużo łagodniejsze, bardziej odpowiadające japońskiej wrażliwości. Doprowadził przy tym do mistrzostwa formę haiga (szkic haiku), w którym obrazy łączył z wkomponowanymi w nie własnymi wierszami haikai. Można powiedzieć iż wspólnie z Taigą Buson doprowadził malarstwo w stylu nanga do stanu doskonałości. Jego najważniejszym malarskim uczniem był Matsumura Goshun (zm. 1811), który był założycielem szkoły Shijō.
Według Leona Zelbroda: „jeśli chodzi o liryczne mistrzostwo języka Buson stoi na równi z Bashō, ale Bashō przewyższa go jako prozaik haikai i pod względem liczby uczniów. Jednak nikt w Japonii nie może równać się z Busonem w byciu mistrzem dwóch sztuk, poezji i malarstwa”.